# Samsung Galaxy A5 (2015)
El Samsung Galaxy A5 es un teléfono inteligente Android producido por Samsung Electronics. Sirviendo como dispositivo premium de gama media-alta, que fue presentado el 30 de octubre de 2014, junto con los más pequeños y relacionadas con el Samsung Galaxy A3 (2015) y mayor Samsung Galaxy A7 (2015) que se introdujo más tarde en enero de 2015. El Samsung Galaxy A5 (2016) es un sucesor del Samsung Galaxy A5 (2015), con una versión revisada de metal y vidrio debutó con el Galaxy S6.
El Samsung Galaxy A5 recibió la actualización a Android Marshmallow 6.0

## Hardware
El SOC del Samsung Galaxy A5 es Qualcomm Snapdragon 410, el cual es procesador de 256 -bit a 1.2 GHz ARM Cortex-A53. El procesador gráfico del teléfono es Adreno 306. El teléfono inteligente tiene 2 GB RAM y 16 GB almacenamiento interno, con soporte para tarjetas MicroSD tarjetas de hasta 32 GB. La ranura de la tarjeta MicroSIM ha sido diseñada permitir la inserción de una tarjeta SD, y por ello el A7 también puede ser utilizado en modo Dual SIM.

## Diseño
El Samsung Galaxy A5 (2015) y su actualización (2016) se apartan del diseño plástico de teléfonos anteriores, presentando un cuerpo de aluminio con bordes de metal biselado. Mientras su diseño es casi similar al más antiguo Samsung Galaxy Alpha y Samsung Galaxy Note 4, el A5 tiene una pantalla más grande, 5 pulgadas HD comparado a la pantalla de 4.7 pulgadas del Galaxy Alpha, así como más delgado con 6.7mm. El A5 dispone de una protección de pantalla con Gorilla Glass 4. El teléfono tiene como cámara trasera el exitoso sensor del Galaxy S4 de 13 megapixels con mejoras del software para detalles más agudos y mejor capacidad a baja luminosidad. La cámara frontal del dispositivo es de 5 megapixeles para un mejor detalle.

## Software
El dispositivo corre de fábrica con el sistema operativo Android Kitkat 4.4.4 con el mejorado TouchWiz Nature UX 3.5. El Note 4, Note Edge y la serie Galaxy A son los únicos dispositivos que se incluyó Android 4.4.4 con esta interfaz. El Galaxy A5 recibió una actualización a Android Lollipop 5.0.2 en mayo de 2015. Está programado que el dispositivo reciba Android Marshmallow 6.0 a mediados de 2016 y recibirá el TouchWiz actualizado que debutó en el Galaxy Note 5, con pequeños cambios visuales. Ésta es considerada la última actualización importante de Android que se hará siguiendo las políticas de actualización de 2 años de Google y Samsung.